# NetherLines
NetherLines, eigentlich Netherlines Airlines For European Commuter Services BV, war eine niederländische Fluggesellschaft mit Sitz in Eindhoven.

## Geschichte
Die Gründung der NetherLines erfolgte im April 1983 durch Leen P. Jansson. Im Januar 1985 wurde der Flugbetrieb mit einer British Aerospace Jetstream 31 auf der Route Amsterdam – Luxemburg aufgenommen. Es folgten die Verbindung Amsterdam – Groningen sowie eine Kooperation mit NLM Cityhopper. NetherLines flog für diese Routen, die mit der Fokker F-27 und Fokker F28 nicht wirtschaftlich zu fliegen waren, wenngleich das Unternehmen im ersten vollständigen Geschäftsjahr selbst mit einem Verlust von 1,2 Mio. US-$ konfrontiert war. Später leaste man eine Dornier 228, um längere Verbindungen bis nach Hamburg und Wien anbieten zu können. Für eine stärkere Ausweitung des Angebots erhielt NetherLines im Frühjahr 1988 zwei weitere Jetstream, wodurch die Gesellschaft zum seinerzeit größten Betreiber dieses Flugzeugtyps außerhalb der Vereinigten Staaten von Amerika wurde. Da KLM Royal Dutch Airlines bereits NLM Cityhopper Mitte 1980 übernommen hatte, folgte ein zusätzliches Angebot für NetherLines. Dieses akzeptierte man und so wurde, nachdem NLM bereits seit April 1988 für die Leitung der Netherlines verantwortlich zeichnete, im April 1991 aus NLM Cityhopper und NetherLines KLM Cityhopper.

## Flugziele
Es wurden Verbindungen von kleineren niederländischen Flughäfen zu Zielen in Deutschland (Münster/Osnabrück, Köln-Bonn, Hamburg), Frankreich (Lille, Straßburg), Österreich (Wien) und Großbritannien (Birmingham, East Midlands, Luton) angeboten.

## Flotte

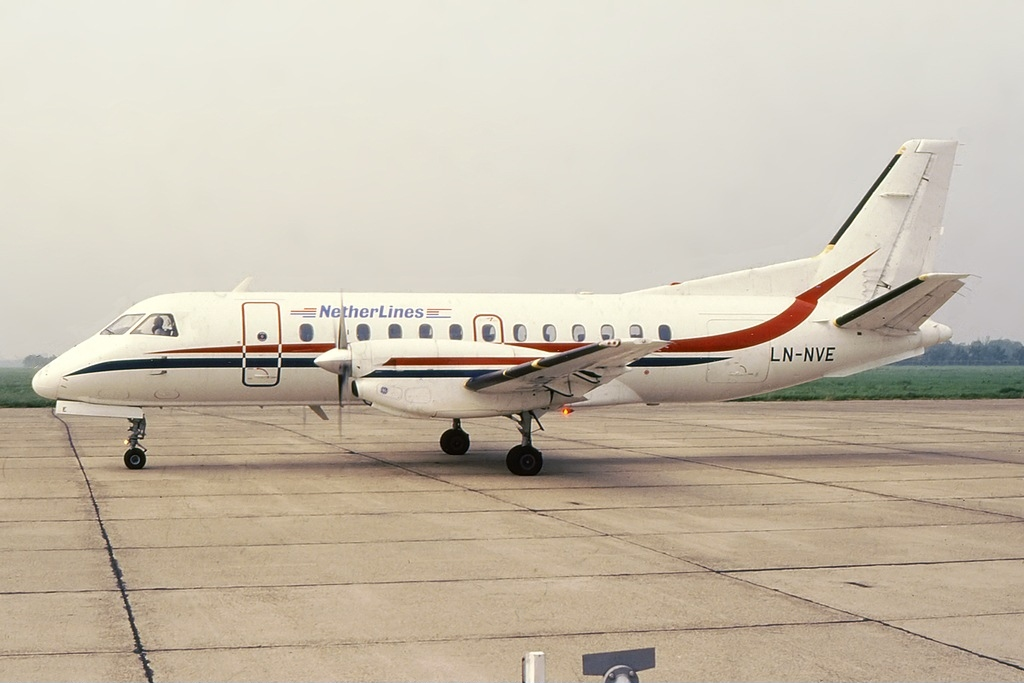
Saab 340 der NetherLines auf dem Flughafen Groningen, Juni 1987

Im Jahr 1989 bestand die Flotte der NetherLines aus den nachstehenden neun Flugzeugen:
| Flugzeugtyp                    | Anzahl | Bestellungen | Luftfahrzeugkennzeichen Werknummer | Anmerkungen                    | Anmerkungen                                                                       |
| ------------------------------ | ------ | ------------ | ---------------------------------- | ------------------------------ | --------------------------------------------------------------------------------- |
| British Aerospace Jetstream 31 | 6      |              | PH-KJA 645                         |                                |                                                                                   |
| British Aerospace Jetstream 31 | 6      | PH-KJB 648   | vermietet an Air Nordic Sweden     | vermietet an Air Nordic Sweden |                                                                                   |
| British Aerospace Jetstream 31 | 6      | PH-KJC 649   |                                    |                                |                                                                                   |
| British Aerospace Jetstream 31 | 6      | PH-KJD 655   | vermietet an Air Nordic Sweden     | vermietet an Air Nordic Sweden |                                                                                   |
| British Aerospace Jetstream 31 | 6      | PH-KJF 686   |                                    |                                |                                                                                   |
| British Aerospace Jetstream 31 | 6      | PH-KJG 690   |                                    |                                |                                                                                   |
| Saab 340                       | 3      | 6            | PH-KJH 340A-055                    | gemietet von Salenia Aviation  | Auslieferung der bestellten Maschinen geplant für die Monate Januar bis Juni 1990 |
| Saab 340                       | 3      | 6            | PH-KJK 340A-008                    | gemietet von Fag Sverige       | Auslieferung der bestellten Maschinen geplant für die Monate Januar bis Juni 1990 |
| Saab 340                       | 3      | 6            | PH-KJL 340A-037                    | gemietet von Salenia Aviation  | Auslieferung der bestellten Maschinen geplant für die Monate Januar bis Juni 1990 |